# Alfred Eversbusch
Alfred Eversbusch, né en 1885 et mort en 1966, était un entrepreneur allemand.